# Allungamento organico
L'allungamento organico è un fenomeno di apofonia nella lingua greca antica che comporta il passaggio da una vocale breve alla sua corrispondente lunga.
ᾰ diventa ᾱ (se puro) oppure η (se impuro)

ε diventa η 

ῐ diventa ῑ 

ῠ diventa ῡ 

ο diventa ω
Nella terza declinazione è tipico del nominativo singolare di sostantivi e aggettivi maschili e a volte anche femminili; mantiene l'opposizione indoeuropea fra animato (maschile/femminile) e inanimato (neutro), quest'ultimo rappresentato, sempre al nominativo singolare, dal puro tema. Esempio: dal tema σωφρον- ("saggio", aggettivo della seconda classe a due uscite) si ottiene il nominativo maschile/femminile singolare σώφρων, mentre al nominativo neutro singolare troveremo il puro tema σῶφρον.